# المراكشية 2 (عين السبيت)
المراكشية 2 هي إحدى مشيخات المملكة المغربية، تتبع جغرافيا لإقليم الخميسات وإداريًا لعين السبيت. يقدر عدد سكانها بـ 1621 نسمة حسب الإحصاء الرسمي للسكان والسكنى لسنة 2004.